# Solbjerg Sogn (Frederiksberg)
 For alternative betydninger, se Solbjerg Sogn. (Se også artikler, som begynder med Solbjerg Sogn)
Solbjerg Sogn er et sogn i Frederiksberg Provsti (Københavns Stift). Sognet ligger i Frederiksberg Kommune; indtil Kommunalreformen i 1970 lå det i Sokkelund Herred (Københavns Amt). I Solbjerg Sogn ligger Solbjerg Kirke.